# Estadio Brígido Iriarte
Het Estadio Brígido Iriarte is een multifunctioneel stadion in Caracas, een stad in Venezuela. Het stadion wordt vooral gebruikt voor voetbalwedstrijden, de voetbalclubs Atlético Venezuela, Metropolitanos FC en Estudiantes de Caracas maken gebruik van dit stadion. In het stadion is plaats voor 12.500 toeschouwers. Het stadion werd geopend in 1936.